# SMS Kaiser Karl der Große
El SMS Kaiser Karl der Große  (en español Emperador Carlomagno) fue un acorazado pre-dreadnought alemán de la clase Kaiser Friedrich III. El Kaiser Karl der Große fue construido en Hamburgo por los astilleros Blohm & Voss. Fue puesto en grada en septiembre de 1898 y completado en 1902, con un coste total de 20 385 000 marcos.

## Historial de servicio
Fue asignado el 4 de febrero de 1902 y ese mismo mes es destinado a la II Escuadra, realizando una gira a Gran Bretaña entre abril y mayo. Participó entre agosto y septiembre en los ejercicios de otoño de la flota y visitó Noruega en diciembre. A principios de 1905 fue designado como buque insignia de la II Escuadra, efectuando una visita al puerto de Amberes con motivo de las celebraciones del 75.º aniversario de la existencia del Reino de Bélgica. En agosto de 1906 tomó parte en las operaciones de flota y desembarco en Eckernförde, Schleswig-Holstein. El 18 de septiembre de 1908 fue apartado del servicio activo para ser sometido a reparaciones entre junio y julio de 1911.
Al igual que sus gemelos, al inicio de la Primera Guerra Mundial el Kaiser Karl Der Große fue relegado a labores de defensa costera como parte de la V escuadra de combate de la Kaiserliche Marine, siendo retirado del servicio activo y relegado como buque de entrenamiento de personal de máquinas en febrero de 1915 en Wilhelmshaven. Apartado del servicio activo en noviembre de ese año, a principios de 1916 es desarmado, sirviendo el resto de la guerra como buque prisión. Fue dado de baja en la Reichsmarine y vendido en 1920 para su desguace en Rönnebeck.